# Beartooth
Beartooth är ett amerikanskt hardcore- och metalcoreband, bildat 2012 av Caleb Shomo i Columbus, Ohio. Nuvarande medlemmar är Caleb Shomo (sång), Connor Denis (Trumset) Will Deely (gitarr och bakgrundssång), Zach Huston (gitarr och bakgrundssång) samt Oshie Bichar (basgitarr och sång). De är sedan 2013 signade till Red Bull Records. Deras debut-EP Sick släpptes den 26 juni 2013, följt av deras album Disgusting den 10 juni 2014 och därefter albumet Aggressive den 3 juni 2016.

## Bandmedlemmar
Nuvarande medlemmar
- Caleb Shomo – sång, gitarr (2012–), basgitarr, trummor, percussion (2012–; endast studio)
- Makron Bradbury – rytmgitarr (2014–)
- Oshie Bichar – basgitarr, bakgrundssång (2014–)
- Connor Denis – trummor, percussion (turnerande medlem 2016–2018, officiell medlem 2018–)
- Zach Huston – sologitarr, bakgrundssång (2018–)

Tidigare medlemmar
- Taylor Lumley – sologitarr, bakgrundssång (2013–2018)
- Nick Reed – basgitarr, bakgrundssång (2013–2014)
- Brandon Mullins – trummor, percussion (2013–2016)

## Diskografi
Studioalbum
- Disgusting (2014)
- Aggressive (2016)
- Disease (2018)
- Below (2021)
- The Surface (2023)

EPs
- Sick (2013)
- B-Sides (2019)
- The Blackbird Session (2019)

Singlar (topp 20 på Hot Mainstream Rock Tracks)
- "In Between" (2015) (#20)
- "Hated" (2016) (#6)
- "Sick of Me" (2017) (#16)
- "Disease" (2018) (#9)
- "You Never Know" (2019) (#16)